# George Boateng
George Boateng (Nkawkaw, 5 september 1975) is een voetbaltrainer en een voormalig betaald voetballer. De in Ghana geboren Nederlander speelde bij voorkeur op het middenveld.

## Clubcarrière

### Feyenoord
Boateng kwam op tienjarige leeftijd naar Nederland en groeide op in Spijkenisse waar hij bij VV Spijkenisse begon met voetballen. Hij kwam in de jeugdopleiding van Feyenoord. In februari 1995 werd hij tot het einde van het seizoen verhuurd aan Excelsior waarvoor hij debuteerde in de Eerste divisie. Hierna werd Boateng al snel een vaste waarde in het eerste team van Feyenoord. 

### Premier League
In december 1997 werd hij verkocht aan Coventry City dat uitkwam in de Premier League. Medio 1999 ging Boateng naar Aston Villa waarmee de finale om de FA Cup 1999/00 verloor van Chelsea en een van de drie winnaars was van de Intertoto Cup 2001. Tussen 2002 en 2008 kwam Boateng uit voor Middlesbrough. Hij won met zijn club de League Cup en bereikte de finale van de UEFA Cup waarin Sevilla te sterk was. Hierna speelde hij twee seizoenen voor Hull City waarmee hij in 2010 degradeerde. Na twaalf en een half jaar in de Premier League, vertrok hij in de zomer van 2010. Hij speelde in totaal 384 wedstrijden in de Premier League, waarmee hij nog altijd de Nederlander is met de meeste wedstrijden in de Engelse competitie. 

### Einde carrière
Boateng speelde in het seizoen 2010/11 voor het Griekse Skoda Xanthi. Vervolgens speelde hij een seizoen voor Nottingham Forest in de Football League Championship. Nadat hij enkele maanden zonder club zat, verbond Boateng zich in november 2012 aan T-Team uit Maleisië waar hij medio 2013 zijn loopbaan besloot.

## Statistieken
| Seizoen        | Club              | Competitie     | Competitie | Competitie | Beker | Beker | Overig | Overig | Totaal | Totaal |
| Seizoen        | Club              | Competitie     | Wed.       | Dlp.       | Wed.  | Dlp.  | Wed.   | Dlp.   | Wed.   | Dlp.   |
| -------------- | ----------------- | -------------- | ---------- | ---------- | ----- | ----- | ------ | ------ | ------ | ------ |
| 1994/95        | Feyenoord         | Eredivisie     | 0          | 0          | 0     | 0     | –      | –      | 0      | 0      |
| 1994/95        | → Excelsior       | Eerste divisie | 9          | 0          | 0     | 0     | –      | –      | 9      | 0      |
| 1995/96        | Feyenoord         | Eredivisie     | 24         | 1          | 2     | 0     | 7      | 0      | 33     | 1      |
| 1996/97        | Feyenoord         | Eredivisie     | 26         | 0          | 3     | 0     | 5      | 0      | 34     | 0      |
| 1997/98        | Feyenoord         | Eredivisie     | 18         | 0          | 0     | 0     | 8      | 1      | 26     | 1      |
| 1997/98        | Coventry City     | Premier League | 14         | 1          | 5     | 0     | –      | –      | 19     | 1      |
| 1998/99        | Coventry City     | Premier League | 32         | 4          | 3     | 0     | –      | –      | 35     | 4      |
| 1999/00        | Aston Villa       | Premier League | 33         | 2          | 11    | 1     | –      | –      | 44     | 3      |
| 2000/01        | Aston Villa       | Premier League | 33         | 1          | 4     | 0     | 4      | 0      | 41     | 1      |
| 2001/02        | Aston Villa       | Premier League | 37         | 1          | 3     | 0     | 8      | 0      | 48     | 1      |
| 2002/03        | Middlesbrough     | Premier League | 28         | 0          | 0     | 0     | 1      | 0      | 29     | 0      |
| 2003/04        | Middlesbrough     | Premier League | 35         | 0          | 8     | 0     | –      | –      | 43     | 0      |
| 2004/05        | Middlesbrough     | Premier League | 25         | 3          | 0     | 0     | 4      | 0      | 29     | 3      |
| 2005/06        | Middlesbrough     | Premier League | 26         | 2          | 6     | 0     | 12     | 1      | 44     | 3      |
| 2006/07        | Middlesbrough     | Premier League | 35         | 1          | 6     | 1     | –      | –      | 41     | 2      |
| 2007/08        | Middlesbrough     | Premier League | 32         | 1          | 5     | 0     | –      | –      | 37     | 1      |
| 2008/09        | Hull City         | Premier League | 23         | 0          | 2     | 0     | –      | –      | 25     | 0      |
| 2009/10        | Hull City         | Premier League | 29         | 1          | 2     | 0     | –      | –      | 31     | 1      |
| 2010/11        | Skoda Xanthi      | Alpha Ethniki  | 19         | 2          | 0     | 0     | –      | –      | 19     | 2      |
| 2011/12        | Nottingham Forest | Championship   | 5          | 1          | 2     | 0     | –      | –      | 7      | 1      |
| 2012/13        | T-Team            | Super League   | 20         | 4          | –     | –     | –      | –      | 20     | 4      |
| Carrièretotaal | Carrièretotaal    | Carrièretotaal | 503        | 25         | 62    | 2     | 49     | 2      | 614    | 29     |

## Interlandcarrière
Boateng speelde vier officiële interlands voor het Nederlands voetbalelftal. Onder leiding van bondscoach Louis van Gaal maakte hij zijn debuut op 10 november 2001 in de vriendschappelijke uitwedstrijd tegen Denemarken, die eindigde in een 1-1-gelijkspel. Zijn laatste wedstrijd was onder Marco van Basten op 1 maart 2006, een vriendschappelijke wedstrijd tegen Ecuador (1-0).

## Trainer
In 2013 stopte Boateng met voetballen, maar bleef hij in Maleisië. Hij werd voetbalanalyticus en eind april 2014 werd bekend dat hij trainer wordt bij Kelantan FA. Boateng tekende in Maleisië een contract voor een half jaar. Hij volgde de Engelse coach Steve Darby op, die na de 4-0 nederlaag tegen Sime Darby werd ontslagen.
Inmiddels woont Boateng in Londen. In het seizoen 2018/19 trainde hij de onder 13 van Blackburn Rovers en in 2019 werd hij aangesteld als trainer van de onder 18 van Aston Villa.Op 20 september 2020 werd bekend dat hij trainer werd van het U-23 Aston Villa team. In mei 2022 maakte de nationale voetbalbond van Ghana bekend dat Boateng gekozen is voor de functie van assistent trainer bij het  nationale mannen team. In augustus van 2022 maakte Boateng bekend dat hij Aston Villa zou verlaten om zich volledig toe te leggen op de functie  assistent trainer van het Ghanese nationale mannen voetbalteam.